# Fiódorovka (Mokroús)
Fiódorovka — Фёдоровка (rus) — és un poble a l'óblast de Saràtov, a Rússia, segons el cens del 2010 tenia 779 habitants. Pertany al districte municipal de Mokroús.